# Аэц
Аэ́ц (фр. Ahetze) — коммуна во Франции, находится в регионе Новая Аквитания. Департамент — Атлантические Пиренеи. Входит в состав кантона Юстариц — Валле-де-Нив и Нивель. Округ коммуны — Байонна.
Код INSEE коммуны — 64009.

## География

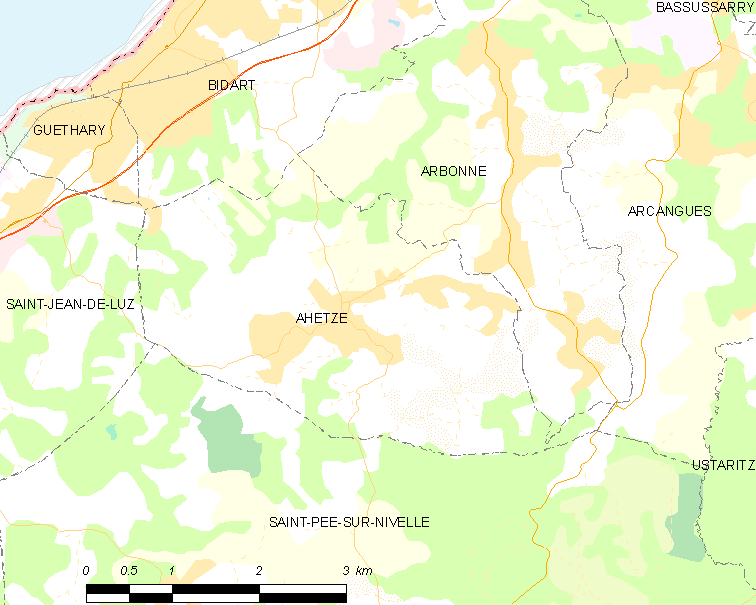
Карта коммуны

Коммуна расположена приблизительно в 680 км к юго-западу от Парижа, в 180 км юго-западнее Бордо, в 100 км к западу от По.

### Климат
Климат тёплый океанический. Зима мягкая, средняя температура января — от +5°С до +13°С, температуры ниже −10 °C бывают редко. Снег выпадает около 15 дней в году с ноября по апрель. Максимальная температура летом порядка 20—30 °C, выше 35 °C бывает очень редко. Количество осадков высокое, порядка 1100 мм в год. Характерна безветренная погода, сильные ветры очень редки.

## Население
Население коммуны на 2010 год составляло 1809 человек.
| 1962 | 1968 | 1975 | 1982 | 1990 | 1999 | 2010 |
| ---- | ---- | ---- | ---- | ---- | ---- | ---- |
| 479  | 484  | 567  | 869  | 1069 | 1318 | 1809 |

## Администрация
| Период | Период | Фамилия          | Партия | Примечания  |
| ------ | ------ | ---------------- | ------ | ----------- |
| 1995   | 2008   | Пьер Кокань      |        |             |
| 2008   | 2011   | Жан д’Эльбе      |        | гидробиолог |
| 2011   | 2020   | Филипп Элиссальд |        | учитель     |

## Экономика
В 2010 году среди 1241 человека трудоспособного возраста (15—64 лет) 973 были экономически активными, 268 — неактивными (показатель активности — 78,4 %, в 1999 году было 69,7 %). Из 973 активных жителей работали 881 человек (456 мужчин и 425 женщин), безработных было 92 (40 мужчин и 52 женщины). Среди 268 неактивных 99 человек были учениками или студентами, 104 — пенсионерами, 65 были неактивными по другим причинам.

## Достопримечательности
- Церковь Св. Мартина[фр.] (XVI век). Исторический памятник с 1973 года[4].

## Фотогалерея

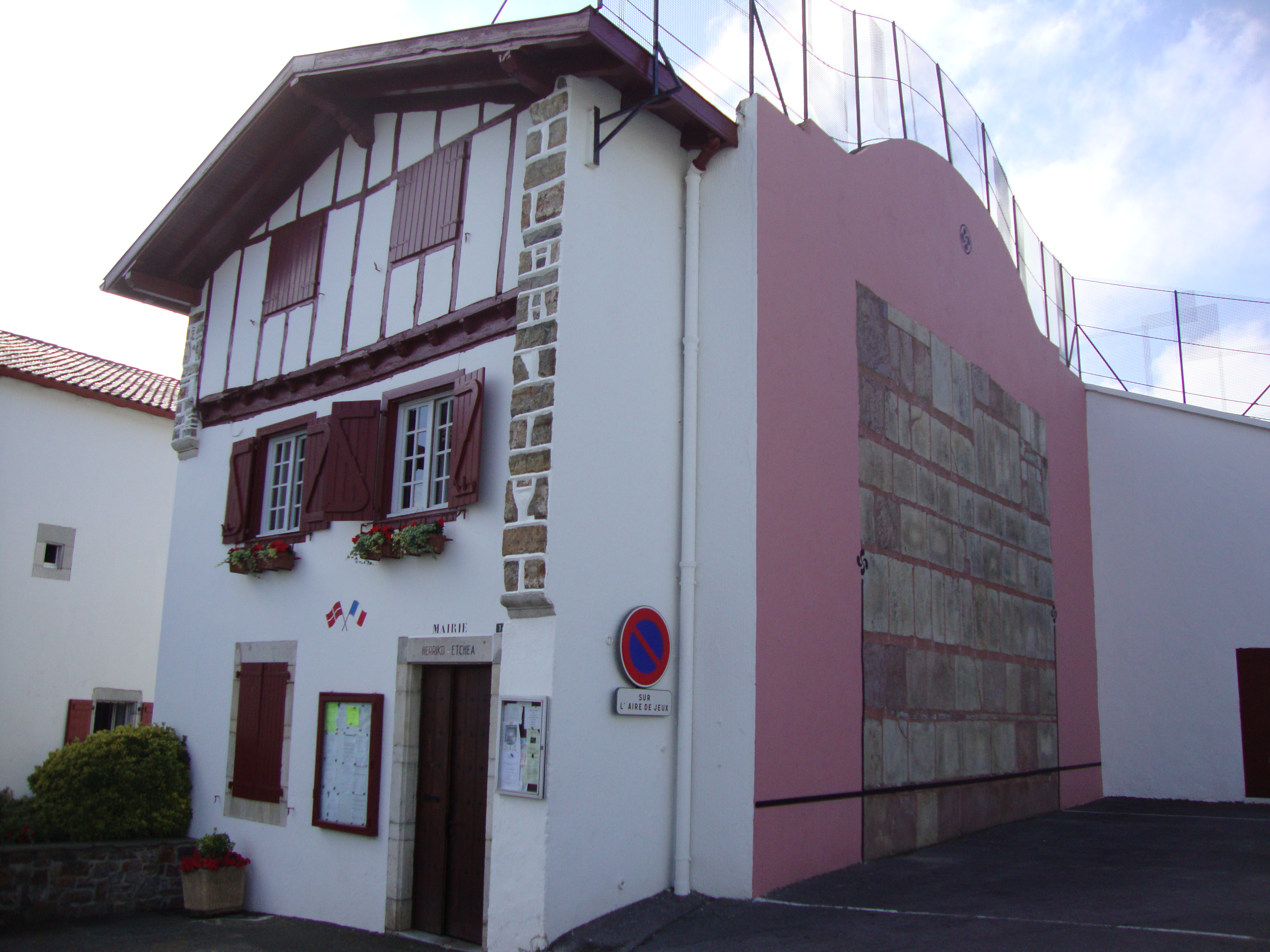
Мэрия и фронтон (площадка для игры в пелоту)
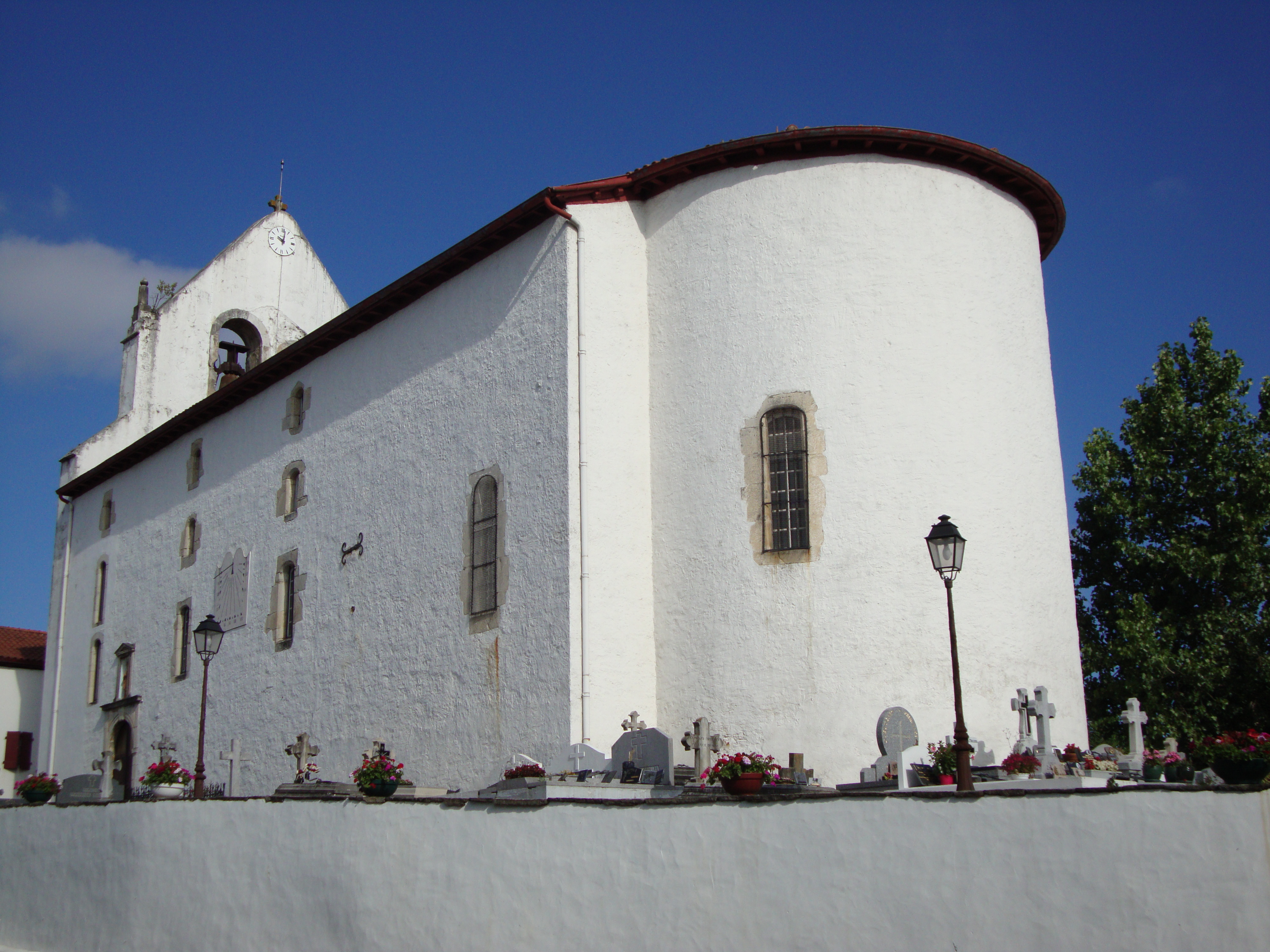
Церковь Св. Мартина
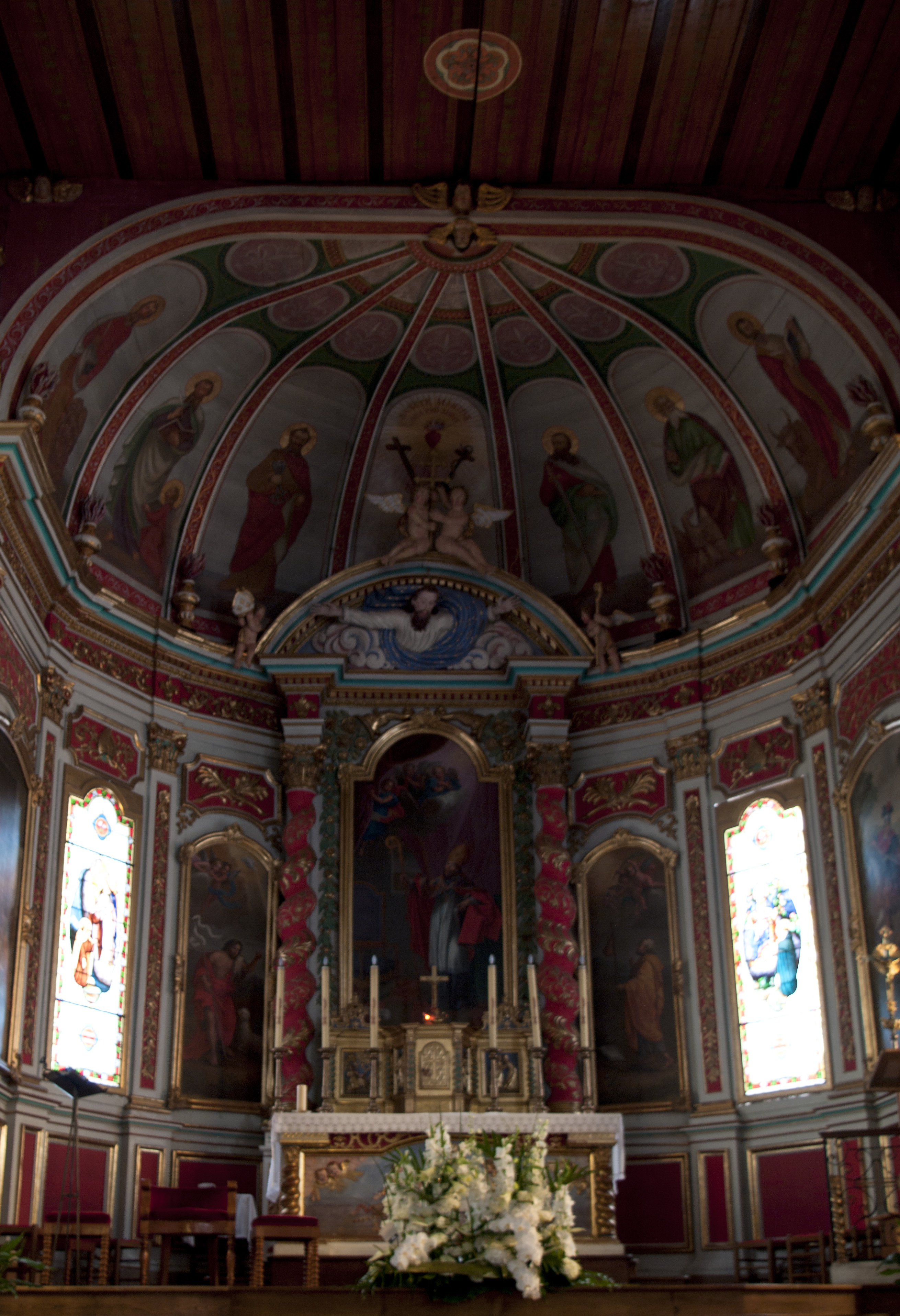
Интерьер церкви Св. Мартина
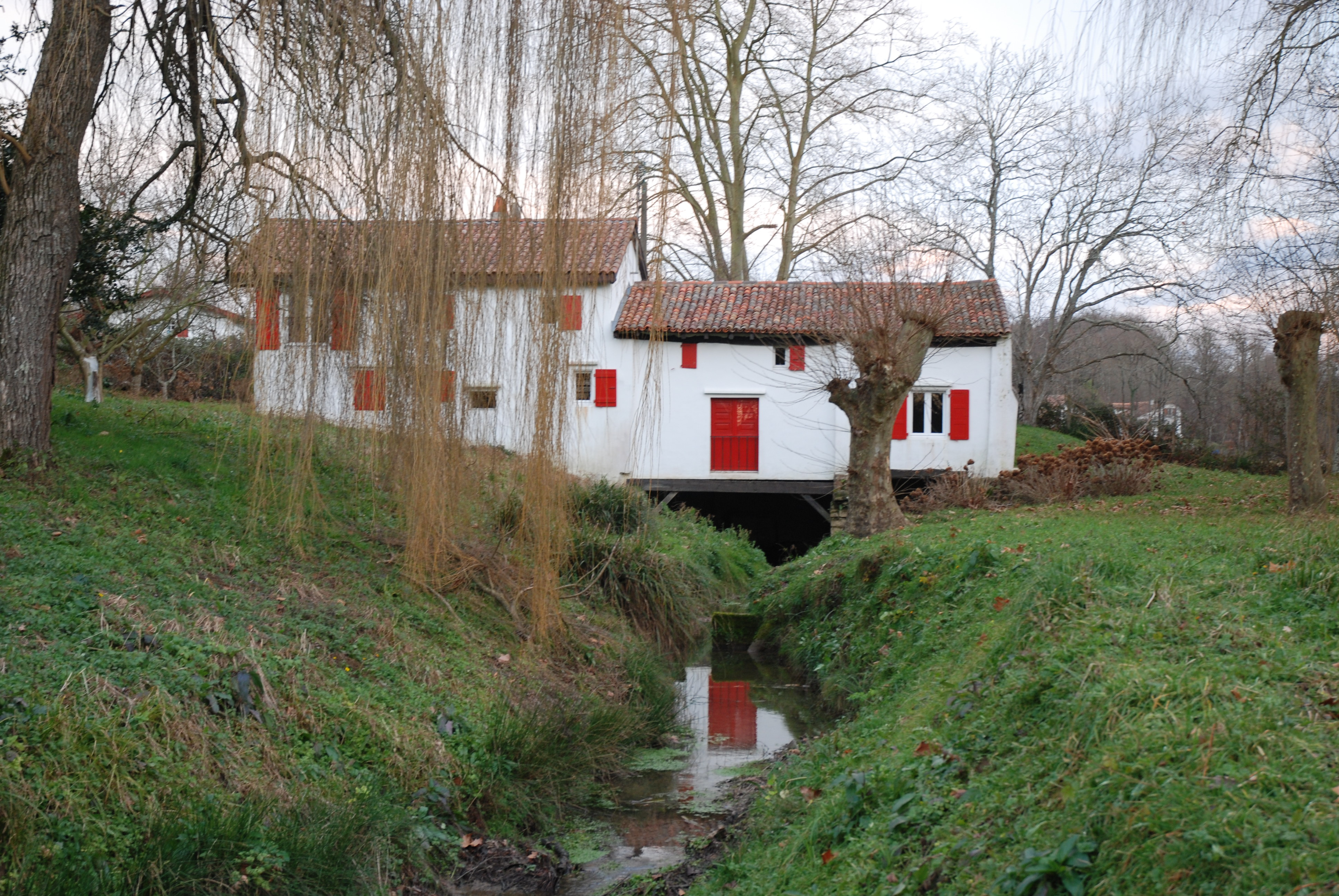
Водяная мельница
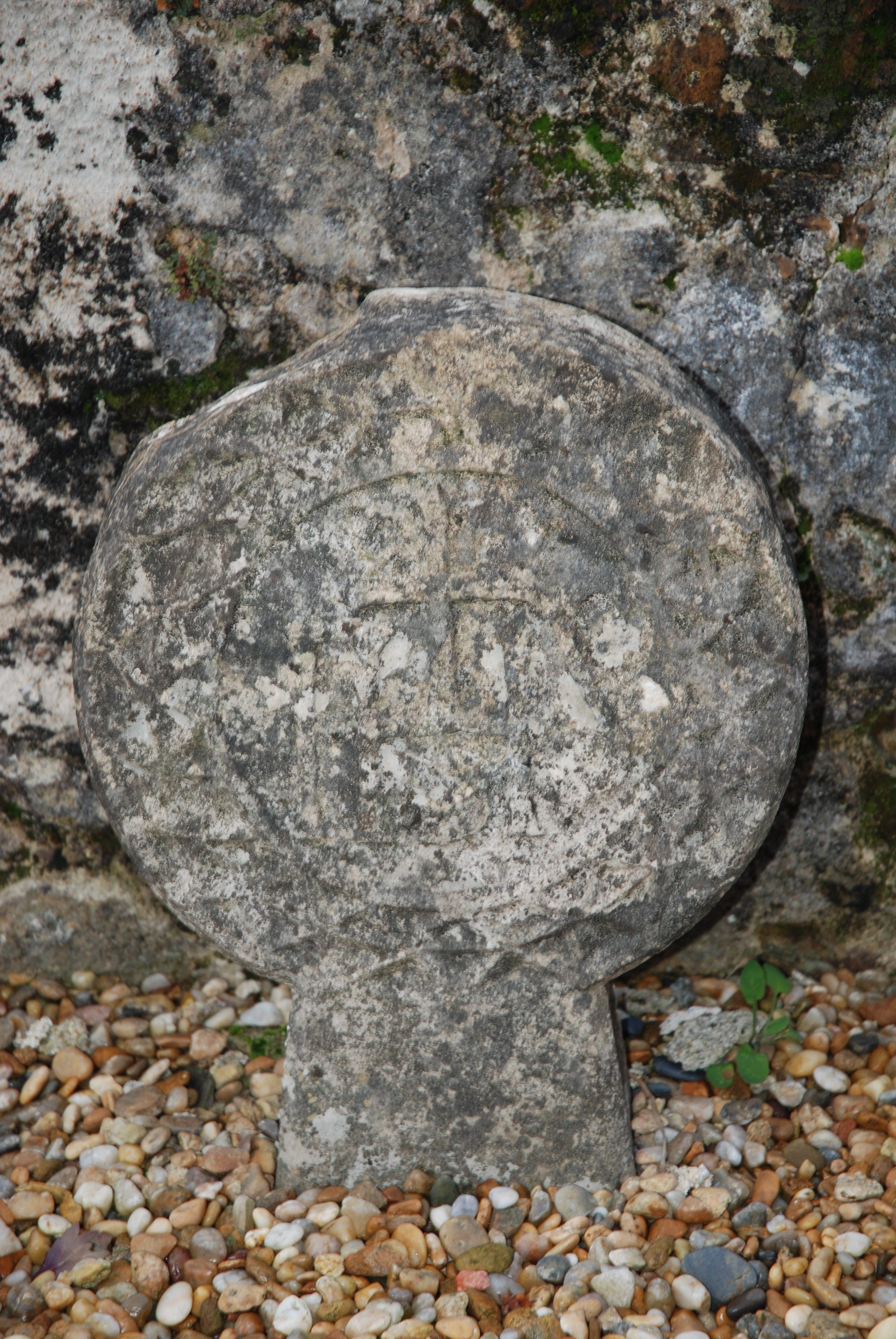
Баскская дискообразная стела